# Zia (Kos)
Lagoudi-Zia (Grieks: Λαγούδι-Ζία) is een toeristisch bergdorp op het Griekse eiland Kos. Het dorp ligt halverwege op het Dikeosgebergte, niet ver van Pyli. Zia is sterk gericht op toerisme en er zijn dan ook talrijke horecagelegenheden en winkeltjes, vooral op het gebied van textiel en kruiden, gevestigd.
Even buiten het dorp zijn veel verschillende uitzichtpunten te vinden. De hoge ligging (zo'n 350 m boven NAP) biedt uitzicht over de Egeïsche Zee, het eiland Kos en de nabijgelegen eilanden. Vooral de zonsondergangen worden aangeprezen. In het dorp worden bovendien regelmatig folkloristische avonden georganiseerd voor de toeristen, die veelal als onderdeel van all-inclusive reizen het dorp bezoeken. Het dorp is bekend vanwege de uitzonderlijk mooie zonsondergangen.
Bestuurlijk is Lagoudi-Zia een dorp in de deelgemeente (dimotiki enotita) Dikaios van de fusiegemeente (dimos) Kos, in de Griekse bestuurlijke regio (periferia) Zuid-Egeïsche Eilanden.

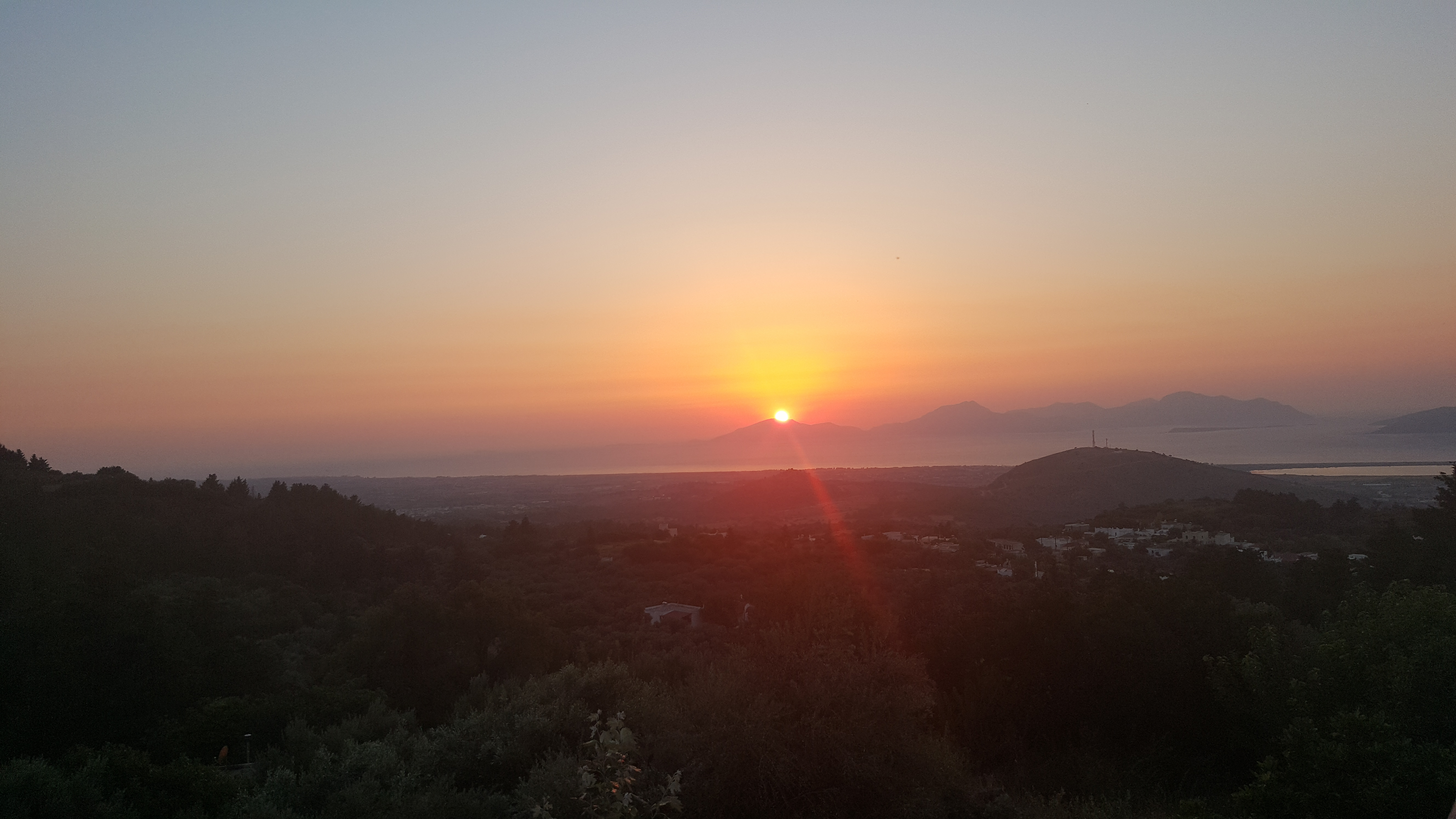
Zonsondergang in Zia